# 阪南市立飯の峯中学校
阪南市立飯の峯中学校（はんなんしりつ いいのみね ちゅうがっこう）は、大阪府阪南市にある公立の中学校である。
新興住宅地阪南スカイタウンの開発に伴い、スカイタウンを校区とする学校として1996年に新設開校した。

## 交通
- 南海バス 桃の木台4丁目バス停
- 南海本線 箱作駅 南東へ約2km。